# The Flame Fighter
The Flame Fighter é um seriado estadunidense de 1925, gênero ação, dirigido e escrito por Robert A. Dillon, em 10 capítulos, estrelado por Herbert Rawlinson e Brenda Lane. Foi o único seriado produzido pela Beacon Films Corporation, foi distribuído pela Rayart Pictures Corporation, William Steiner e Standard Film Exchange, e veiculou nos cinemas estadunidenses entre 10 de setembro e 12 de novembro de 1925.

## Sinopse
O seriado relata as histórias de bombeiros enfrentando incêndios em uma grande cidade.

## Elenco
1. Herbert Rawlinson	 ...	Jack Sparks
2. Brenda Lane	 ...	Alie Baker
3. Jerome La Grasse	 ...	Darcy Johns (creditado Jerome La Gasse)
4. Eddie Fetherston	 ...	Ned Carney
5. Dorothy Donald	 ...	Mary Carney
6. Florence Lee	 ...	Mrs. Sparks
7. Purnell Pratt	 ...	Mike Turney
8. Steve Murphy	 ...	Mokey Joe Gallagher
9. Dick Gordon	 ...	Kendall Vance (creditado Richard Gordon)
10. Leigh Willard	 ...	John Baker

## Capítulos
1. Smoke Eaters
2. Scarlet Patrol
3. The Silent Alarm
4. Blazing Paths
5. Scalding Seas
6. Death's Battalion
7. Daring Deeds
8. Danger Ahead
9. A Desperate Chance
10. Heroic Hearts

## Seriado no Brasil
The Flame Fighter estreou no Brasil em 2 de fevereiro de 1927, no Cine Moderno, em São Paulo, sob o titulo “O Herói da Patrulha de Fogo”. Foi apresentado, algumas vezes, sob o título alternativo “Os Heróis da Brigada de Fogo”.